# Waldfriedhof Solingen

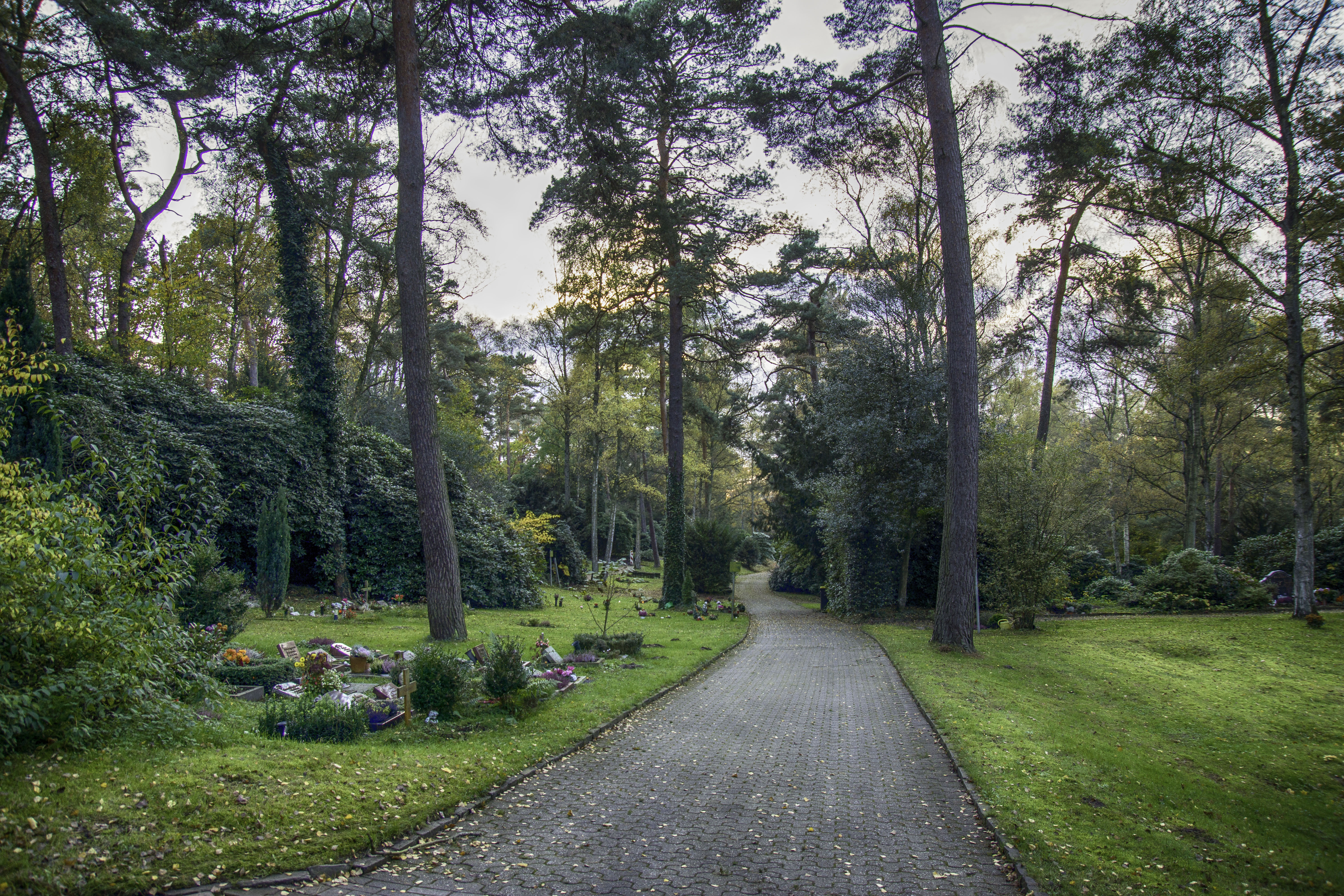
Waldfriedhof Solingen, Blick über ein Grabfeld

Der Waldfriedhof Solingen ist einer der drei Kommunalfriedhöfe in der bergischen Großstadt Solingen. Er wurde Anfang des 20. Jahrhunderts in der Form eines Waldfriedhofs mit umfangreichem Kiefernbestand in der damals selbständigen Stadt Ohligs eröffnet. Pro Jahr werden auf dem Waldfriedhof Solingen etwa 180 Personen bestattet.

## Lage und Beschreibung
Der Friedhof befindet sich im Westen der Stadt Solingen im dortigen Stadtteil Ohligs. Er verfügt über Gesamtfläche von 17,85 ha im Westen des Stadtteils und grenzt südlich und westlich unmittelbar an die Ohligser Heide an. Im Norden wird er durch den Hermann-Löns-Weg begrenzt, dort befinden sich zudem der Solinger Vogel- und Tierpark sowie des Areal des einstigen Stadions am Hermann-Löns-Weg. Nach Osten begrenzt die Schwanenstraße den Friedhof. Sein Hauptzugang mit Parkplatz befindet sich am Hermann-Löns-Weg. Weitere Zugangspunkte befinden sich an der Schwanenstraße und an der Teichstraße. Der Friedhof verfügt über eine 1955 errichtete Trauerhalle am Hermann-Löns-Weg 42, daran angeschlossen ist ein kleiner Betriebshof der Technischen Betriebe Solingen.
Der Friedhof besteht aus einem ehemaligen Ehrenfriedhof mit Kriegsgräbern am Zugang zur Schwanenstraße, einem Ehrenmal der Gefallenen sowie einer Trauerhalle mit 80 Plätzen im Zentrum. Die Trauerhalle umgeben mehrere Grabfelder mit rund 9000 Einzelgräbern. Der Friedhof verfügt über Gräber für Sarg- und Urnenbestattungen sowie mehrere Kolumbarien. Prägend für den Friedhof ist sein Bestand an rund 2000 Kiefernbäumen.

## Geschichte

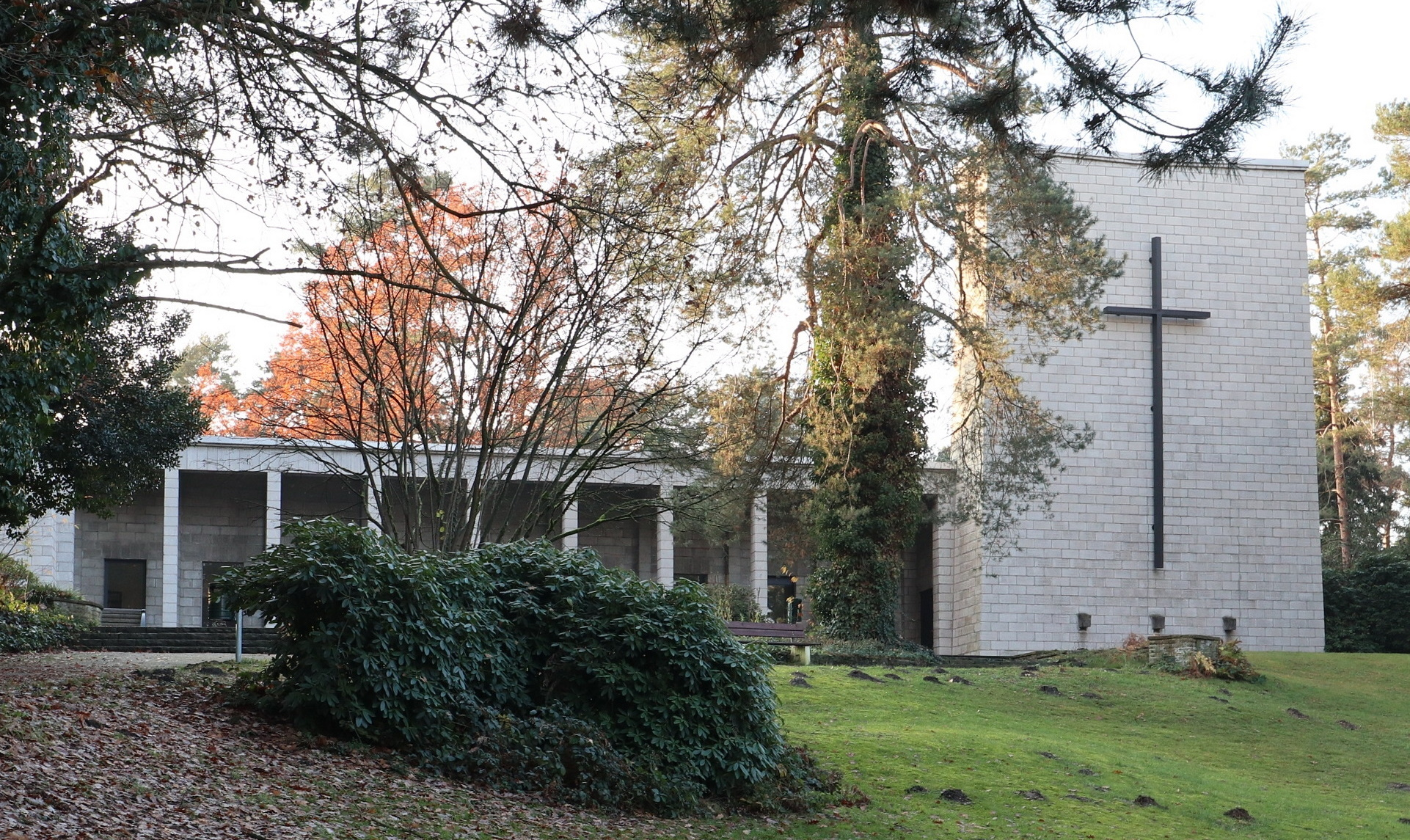
Trauerhalle

Um in Ohligs auch die Toten ohne Konfession bestatten zu können, nahm die Stadt Ohligs am Hermann-Löns-Weg Anfang des 20. Jahrhunderts einen Kommunalfriedhof in Betrieb. Unweit davon entfernt, an der Schwanenstraße, betrieb die Stadt einen Ehrenfriedhof für ihre getöteten Soldaten. Nach der Städtevereinigung mit Solingen zur neuen Großstadt Solingen fungierte der Friedhof neben dem Parkfriedhof Solingen in Gräfrath als Kommunalfriedhof für die neue Großstadt Solingen. Im Jahr 1933 wurde zwischen Ehren- und Kommunalfriedhof ein Ehrenmal für die toten Ohligser Soldaten des Ersten Weltkriegs eingeweiht.
Im Jahre 1955 wurde im Zentrum des Friedhofs eine Trauerhalle errichtet. Laut den amtlichen Stadtplänen wird der Friedhof seit den 1970er Jahren als Waldfriedhof bezeichnet, er war in der Nachkriegszeit nach dem Zweiten Weltkrieg mit dem ehemaligen Ehrenfriedhof an der Schwanenstraße zusammengewachsen. Dieser wird noch bis in die 1980er Jahre als Ehrenfriedhof separat benannt, danach verschmolz er mit dem Waldfriedhof.
Seit 2009 gibt es auf dem Waldfriedhof Kolumbarien. Zwischen 2015 und 2017 wurde die Trauerhalle des Waldfriedhofs für ca. 900.000 Euro umfassend saniert. Aufgrund des sinkenden Flächenbedarfs ist langfristig die Verkleinerung der Friedhofsfläche im Gespräch, nach Aussage der Technischen Betriebe Solingen könnte bis zu ein Sechstel der Fläche des Waldfriedhofs wegfallen.

## Ehrenfriedhof und Kriegsgräberstätte
Im südöstlichen Teil des Friedhofs befindet sich ein Ehrenfriedhof mit 195 Kriegstoten des Ersten und Zweiten Weltkriegs. Davon sind 136 Deutsche und diverse ausländische Staatsangehörige. Im Bereich des Ehrenfriedhofs befindet sich auch ein Gedenkstein in französischer Sprache. Im Zentrum des Friedhofs befindet sich eine Kriegsgräberstätte für sowjetische Opfer des Zweiten Weltkriegs, darunter ein Zwangsarbeiterkind.

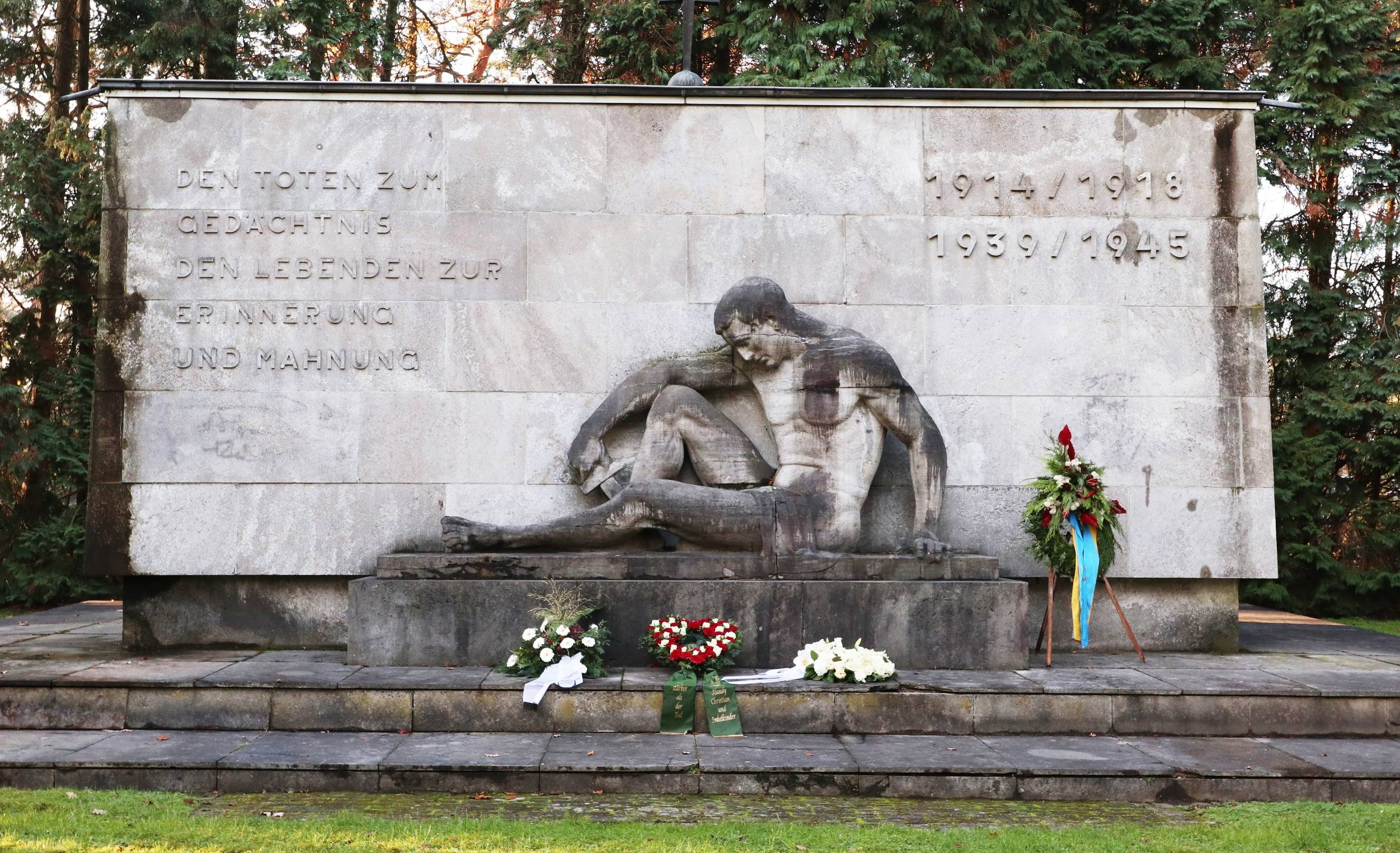
Ehrenmal von 1933
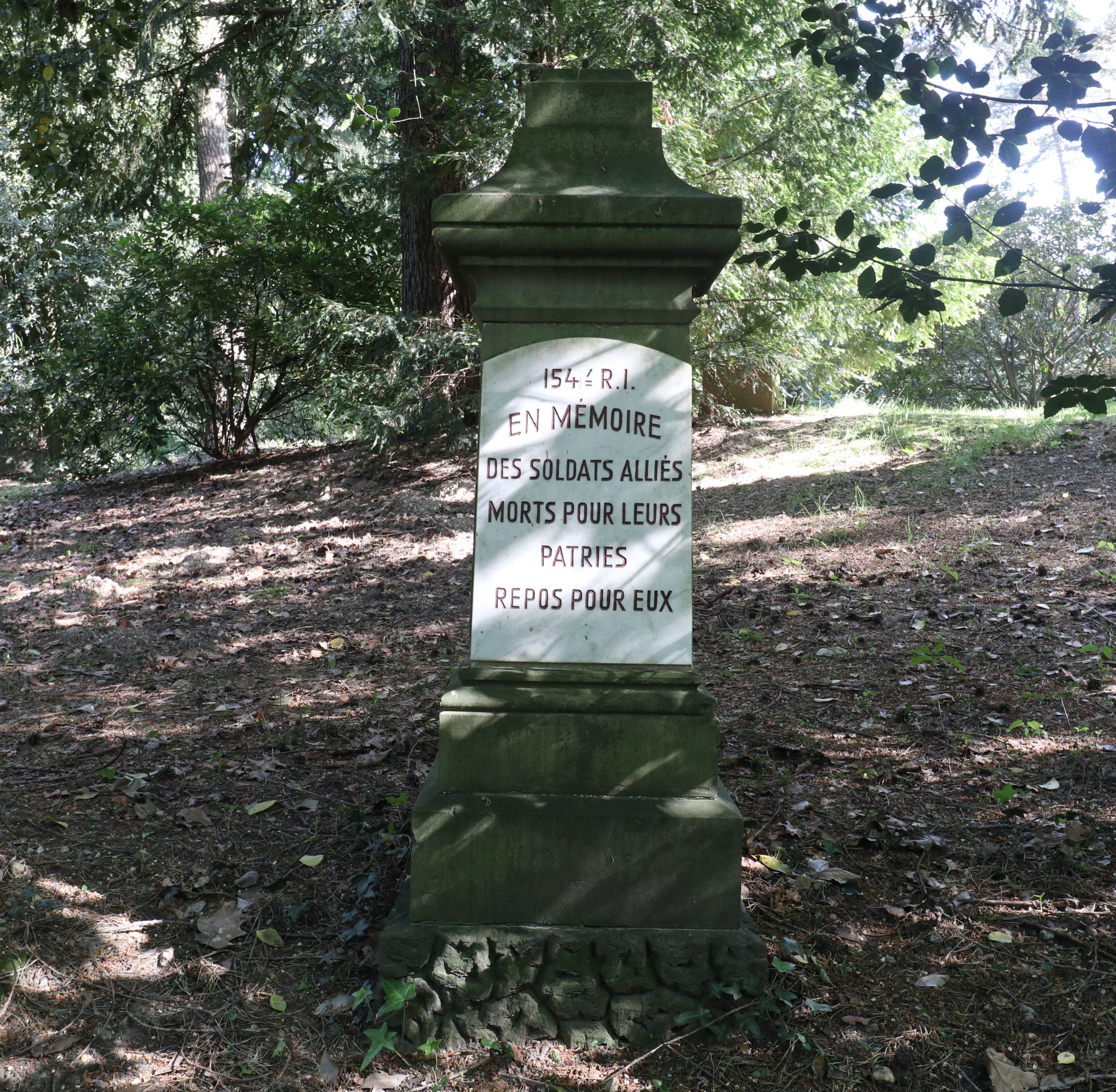
Französischer Gedenkstein
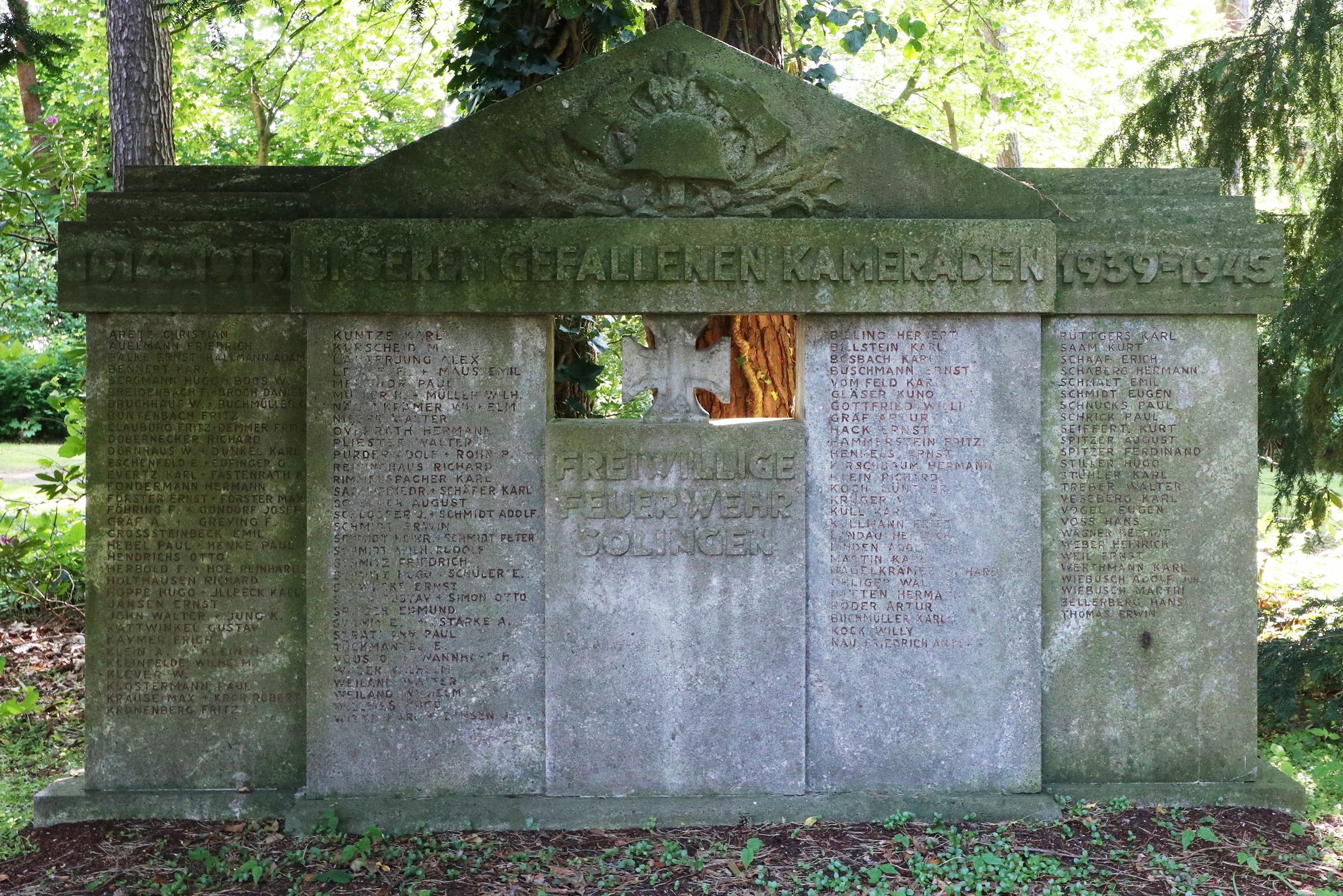
Gedenkstein der Freiwilligen Feuerwehr Solingen